# Хунафлоуї
Хунафлоуї (Húnaflói) — затока на північному заході Ісландії, між півостровами Вестфірдір і Скагі. Це одна з найбільших бухт біля узбережжя острова. Вона сягає близько 100 км завдовжки і 50 км завширшки. Берегова лінія затоки добре розвинена. Узбережжя затоки пронизане сімома фіордами: Б'ярнафьордюр, Штейнгрімсфьордюр, Коллафьордюр, Бітруфьордюр, Хрутафьордюр, Мідфьордюр і Гунафьордюр. Найбільші півострови — Ватнснес і Хеггстаданес. У затоку впадають річки: Бланда, Ватнсдалса, Відідалса, Мідф'ярдара і Хрутаф'ярдара.
На березі затоки розташовано декілька великих поселень: Гоульмавік і Drangsnes (фіорд Штейнгрімсфьордюр), Бордейрі (фіорд Хрутафьордюр), Хваммстангі (фіорд Мідфьордюр), Бльондюоус (фіорд Гунафьордюр) і Скагастронд (на східному березі Хунафлоуі). Дорога № 1 проходить уздовж південного узбережжя, дорога № 68 вздовж західного узбережжя та дорога № 61 вздовж східного узбережжя, а дорога № 74 вздовж східного узбережжя.